# 三根円次郎
三根 円次郎（みね えんじろう、1873年 - 1935年3月18日）は長崎県旧西彼杵郡瀬戸町（現在の西海町）出身の日本の教育者である。歌手ディック・ミネの父親で、ギタリスト三根信宏の祖父。

## 経歴
長崎県（江戸時代の大村藩）の大庄屋に生まれる。族籍は士族。旧制私立大村中学（現・長崎県立大村高等学校）、熊本県の旧制第五高等学校、旧制第一高等学校を経て、明治27年(1894年)に東京帝国大学文学部哲学科に入学し、お雇い外国人だったラファエル・フォン・ケーベルらの教えを受ける。明治30年（1897年）に帝国大学を卒業し、謹厳な教育者として、山形県の山形中学で修身（道徳）、福岡県の東筑中学で英語の授業を、それぞれ教諭として歴任し、29歳の時に、佐賀県の佐賀県立第三中学校（現・唐津東高等学校）の校長に就任する。その後、同県の佐賀中学、徳島県の徳島中学へ校長として転任し、明治45年（1912年）の『明治聖代教育名鑑』に、少壮の校長として紹介されるまでになる。この間、徳島中学の校長在任時に長男の徳一（後の歌手・ディック・ミネ）を授かる。大正元年（1912年）、39歳の時に山形県の山形中学に再び校長として帰任し、この頃、有志全国中学校長会の会長を兼任する。大正7年（1918年）に新潟県の新潟中学の校長に転任し、最後は高知県にある私立・旧制土佐中学校（現土佐中学校・高等学校）に、大正9年（1920年）、初代校長として赴任したが、昭和10年（1935年）3月18日、学内の校長宿舎で急逝した。長男のディック・ミネは「自分の教育方針を頑として通した父は、文部省であれ軍人であれ、岩のごとく動じなかった。父は学校で＜おはよう＞と、誰にも帽子をとって挨拶をするのが常だった。死の前日のこと、軍部の将校（土佐中学への配属将校）がこれを敬礼にせよと迫ったが、父は教育方針は変えぬと言い通した。腹を立てた将校は酒に酔って自宅に乗り込んできて、父と言い争った。この出来事が引き金となって、脳内出血を起こしたのであろう。父の教育は今の時代にも立派に通用する。私は父を誇りに思う」と、土佐中学の支部報『筆山』第9号に記している。
二女の節子は秋田県能代市の木材常務の金崎盛徳に嫁いだ。

## 人物
土佐中学では「健・研・倹」という自身の掲げた標語の通り逝去するまでの15年間全人格的教育に徹した。生徒からは慈父の如く慕われ、奉ったあだ名は「おとう（土佐弁で親父の意味）」であった。 教え子の一人に後の作曲家平井康三郎がおり、生徒用の蓄音機を用意して音楽を聴かせるなど情操教育に力を入れていた三根の影響で音楽の道に進んだ。